# Naoya Kondō
Naoya Kondō (近藤 直也 Kondō Naoya?,  nacido el 3 de octubre de 1983 en Tochigi) es un exfutbolista japonés que se desempeñaba como defensa.
Kondō fue elegido para integrar la selección nacional de Japón para los Copa Mundial de Fútbol Sub-20 de 2003. En 2012, Kondō jugó para la selección de fútbol de Japón.

## Trayectoria

### Clubes
| Club             | País  | Año         |
| ---------------- | ----- | ----------- |
| Kashiwa Reysol   | Japón | 2002 - 2015 |
| JEF United Chiba | Japón | 2016 - 2018 |
| Tokyo Verdy      | Japón | 2019 - 2020 |

### Selección nacional
| Selección | País  | Año  |
| --------- | ----- | ---- |
| Absoluta  | Japón | 2012 |

## Estadística de equipo nacional
| Selección de Japón | Selección de Japón | Selección de Japón |
| Año                | Part.              | Goles              |
| ------------------ | ------------------ | ------------------ |
| 2012               | 1                  | 0                  |
| Total              | 1                  | 0                  |

## Palmarés

### Títulos nacionales
| Título             | Club           | País  | Año  |
| ------------------ | -------------- | ----- | ---- |
| J1 League          | Kashiwa Reysol | Japón | 2011 |
| Copa del Emperador | Kashiwa Reysol | Japón | 2012 |
| Copa J. League     | Kashiwa Reysol | Japón | 2013 |

### Distinciones individuales
| Distinción        | Año  |
| ----------------- | ---- |
| J. League Best XI | 2011 |